# Берунь
Берунь (пол. Bieruń) — город в Польше, входит в Силезское воеводство, Беруньско-лендзинский повят. Имеет статус городской гмины. Занимает площадь 40,31 км². Население: 23 640 (2007) человек (на 2006 год).

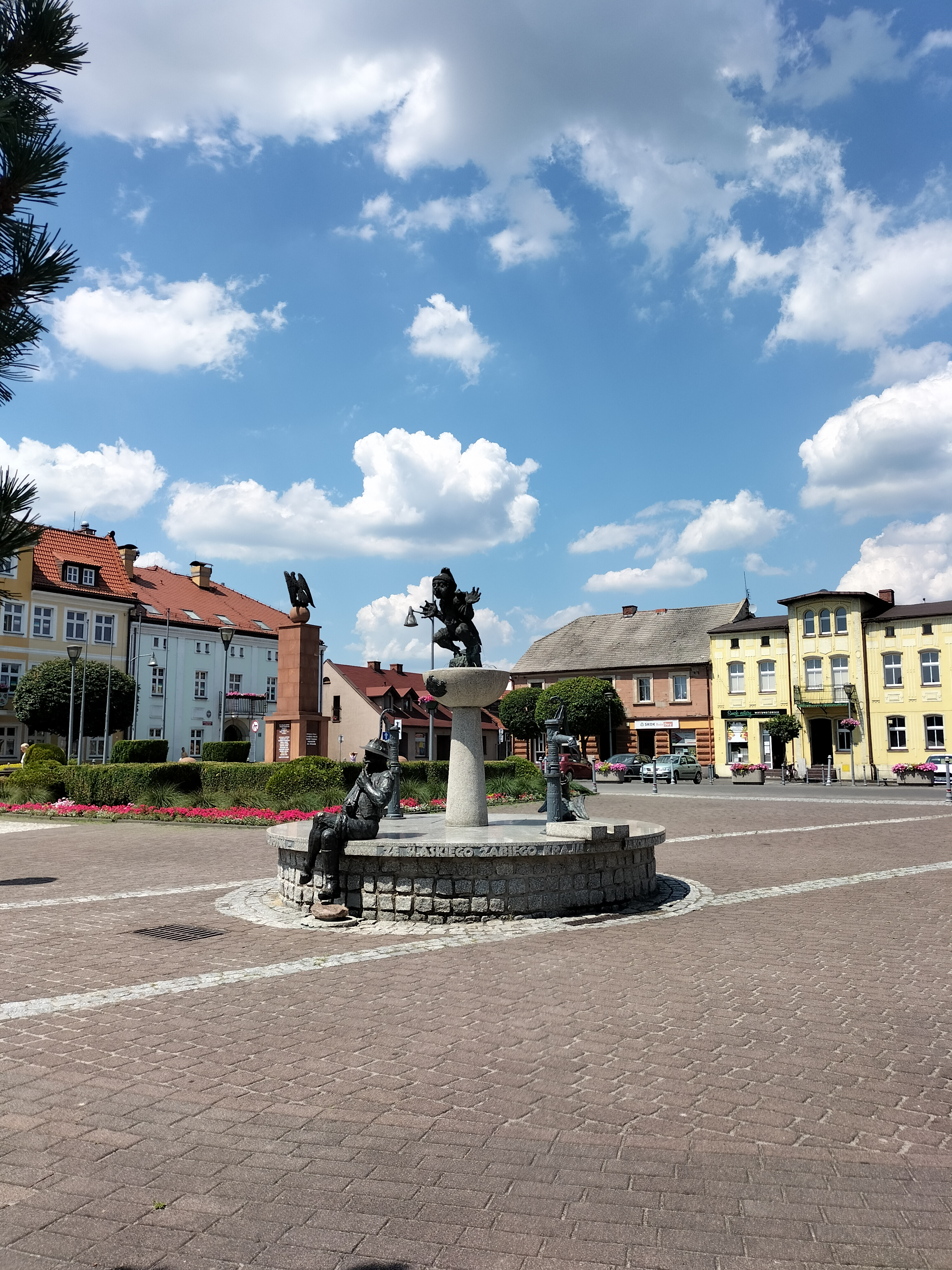

В Беруни расположена фабрика молочных продуктов Danone.

## История

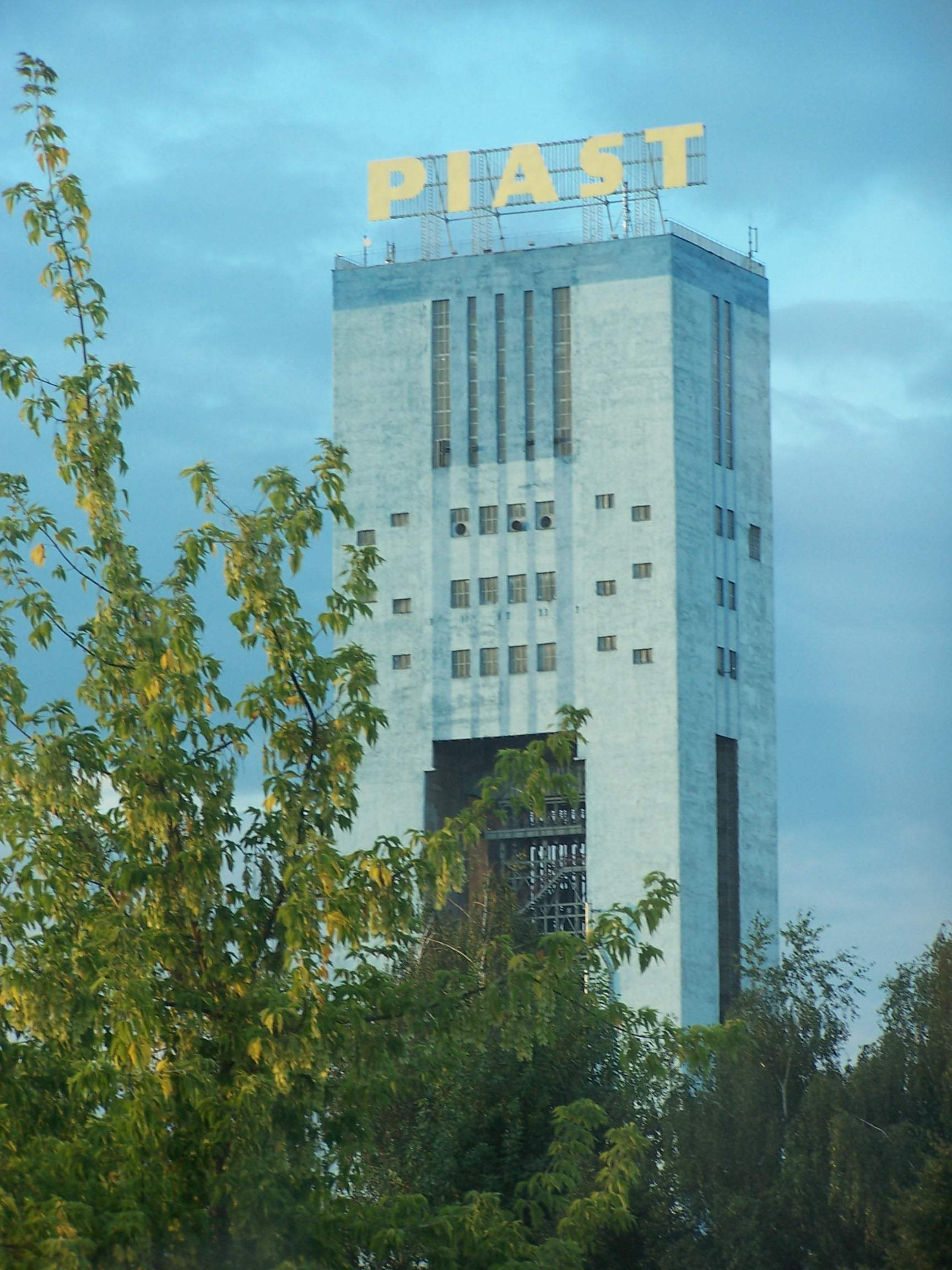
Берунь. Башня шахты Пяст

С 1975 по 1991 был частью города Тыхы.